# هاري هينتون
هاري هينتون (بالإنجليزية: Harry Hinton)‏ كان متسابق دراجات نارية أسترالي. نافس في سباقات بطولة العالم لفئة 500 سي سي ولفئة 350 سي سي ولفئة 50 سي سي. كما شارك في كأس جزيرة مان السياحية.